# Slovacchia all'Eurovision Young Musicians
La Slovacchia ha debuttato all'Eurovision Young Musicians 1998, svoltosi a Vienna, in Austria. A causa della preselezione effettuata nell'edizione del 2000 i partecipanti non selezionati non sono stati resi noti. Dopo quell'edizione la nazione non ha tentato altre partecipazioni.

## Partecipazioni
- Primo posto
- Secondo posto
- Terzo posto

| Anno                                    | Artista       | Strumento   | Canzone                                                         | Posizione       | Posizione       |
| Anno                                    | Artista       | Strumento   | Canzone                                                         | Finale          | Semifinale      |
| --------------------------------------- | ------------- | ----------- | --------------------------------------------------------------- | --------------- | --------------- |
| 1998                                    | Michal Sťahel | Violoncello | 1) Concerto per Violoncello e Orchestra, adagio di Edward Elgar | F               | N.A.            |
| 2000                                    | N.A.          | N.A.        | N.A.                                                            | Non qualificata | Non qualificata |
| Nessuna partecipazione dal 2002 al 2024 |               |             |                                                                 |                 |                 |